# Биндер, Ханс
Ханс Би́ндер (нем. Hans Binder, 12 июня 1948 года, Целль-на-Циллере) — австрийский автогонщик, участник чемпионата мира по автогонкам в классе Формула-1.

## Биография
Первоначально стартовал в Формуле-Форд и немецком чемпионате Формулы-3, в конце 1974 года перешёл в европейский чемпионат Формулы-2. В 1975 году финишировал лишь четыре раза, завоевал второе место на финише гонки на Зальцбургринге, в следующем году трижды финишировал четвёртым в «Формуле-2» и дважды принимал участие в чемпионате мира «Формулы-1», где оба раза не добрался до финиша. В 1977 году провёл начало сезона в команде «Формулы-1» «Сёртис», очков не набрал и после Гран-при Монако руководство команды заменило его на Ларри Перкинса. В конце сезона он участвовал в последних шести гонках первенства на автомобилях «Пенске» и ATS.

## Результаты гонок в Формуле-1
| Легенда к таблице |                                                                    |
| --- | ------------------------------------------------------------------ |
| В таблице перечислены результаты всех Гран-при Формулы-1, в которых принимал участие гонщик. Строками таблицы являются сезоны, столбцами — этапы чемпионата мира. В каждой клетке указаны сокращённое название этапа и результат, дополнительно обозначенный цветом. Расшифровка обозначений и цветов представлена в нижеследующей таблице. |                                                                    |
| \| Пример \| Описание \| \| ------------ \| ------------------------------------------------------------------ \| \| 1 \| Победитель \| \| 2 \| Второе место \| \| 3 \| Третье место \| \| 5 \| Финишировал, заработав очки \| \| Сход \| Не финишировал, но при этом заработал очки \| \| 12 \| Финишировал, не получив очков \| \| НКЛ \| Финишировал, но не попал в финальную классификацию \| \| 15 \| Участвовал вне зачёта, либо по отдельной классификации \| \| 18 \| Не финишировал, но попал в финальную классификацию \| \| Сход \| Не финишировал \| \| НКВ \| Не прошёл квалификацию \| \| НПКВ \| Не прошёл предквалификацию \| \| ДСК \| Дисквалифицирован \| \| ИСК \| Исключён из протокола соревнований \| \| ТТ \| Заявлен для участия только в тренировках \| \| НС \| Участвовал в квалификации, но не стартовал в гонке \| \| Т \| Травмирован или болен \| \| ОТК \| Отказ от участия \| \| НТР \| Прибыл на соревнования, но на трассу не выезжал \| \| НПР \| Был заявлен в числе участников, но не прибыл к началу соревнований \| \| О \| Соревнования отменены \| \| \| Не участвовал \| \| Поул-позиция \| \| \| Быстрый круг \| \| |                                                                    |
| Пример | Описание                                                           |
| 1 | Победитель                                                         |
| 2 | Второе место                                                       |
| 3 | Третье место                                                       |
| 5 | Финишировал, заработав очки                                        |
| Сход | Не финишировал, но при этом заработал очки                         |
| 12 | Финишировал, не получив очков                                      |
| НКЛ | Финишировал, но не попал в финальную классификацию                 |
| 15 | Участвовал вне зачёта, либо по отдельной классификации             |
| 18 | Не финишировал, но попал в финальную классификацию                 |
| Сход | Не финишировал                                                     |
| НКВ | Не прошёл квалификацию                                             |
| НПКВ | Не прошёл предквалификацию                                         |
| ДСК | Дисквалифицирован                                                  |
| ИСК | Исключён из протокола соревнований                                 |
| ТТ | Заявлен для участия только в тренировках                           |
| НС | Участвовал в квалификации, но не стартовал в гонке                 |
| Т | Травмирован или болен                                              |
| ОТК | Отказ от участия                                                   |
| НТР | Прибыл на соревнования, но на трассу не выезжал                    |
| НПР | Был заявлен в числе участников, но не прибыл к началу соревнований |
| О | Соревнования отменены                                              |
| | Не участвовал                                                      |
| Поул-позиция |                                                                    |
| Быстрый круг |                                                                    |

| Сезон | Команда | Шасси         | Двигатель | Ш | 1        | 2        | 3      | 4      | 5     | 6        | 7   | 8   | 9   | 10  | 11       | 12      | 13    | 14      | 15     | 16       | 17       | Место | Очки |
| ----- | ------- | ------------- | --------- | - | -------- | -------- | ------ | ------ | ----- | -------- | --- | --- | --- | --- | -------- | ------- | ----- | ------- | ------ | -------- | -------- | ----- | ---- |
| 1976  | Энсайн  | Ensign N176   | Cosworth  | G | БРА      | ЮАР      | СШЗ    | ИСП    | БЕЛ   | МОН      | ШВЕ | ФРА | ВЕЛ | ГЕР | АВТ Сход | НИД     | ИТА   | КАН     | США    |          |          | -     | 0    |
| 1976  | Вольф   | Williams FW05 | Cosworth  | G |          |          |        |        |       |          |     |     |     |     |          |         |       |         |        | ЯПО Сход |          | -     | 0    |
| 1977  | Сёртис  | Surtees TS19  | Cosworth  | G | АРГ Сход | БРА Сход | ЮАР 11 | СШЗ 11 | ИСП 9 | МОН Сход | БЕЛ | ШВЕ | ФРА | ВЕЛ | ГЕР      |         |       |         | США 11 | КАН Сход | ЯПО Сход | -     | 0    |
| 1977  | ATS     | Пенске PC4    | Cosworth  | G |          |          |        |        |       |          |     |     |     |     |          | АВТ 12  | НИД 8 | ИТА НКВ |        |          |          | -     | 0    |
| 1978  | ATS     | ATS HS1       | Cosworth  | G | АРГ      | БРА      | ЮАР    | СШЗ    | МОН   | БЕЛ      | ИСП | ШВЕ | ФРА | ВЕЛ | ГЕР      | АВТ НКВ | НИД   | ИТА     | США    | КАН      |          | -     | 0    |